# Critérium International 1993
Il Critérium International 1993, sessantaduesima edizione della corsa, si svolse dal 27 al 28 marzo su un percorso di 291 km ripartiti in 3 tappe, con partenza a Valréas e arrivo ad Avignone. Fu vinto dall'olandese Erik Breukink della ONCE davanti agli svizzeri Tony Rominger e Alex Zülle.

## Tappe
| Tappa  | Data     | Percorso                                | km   | Vincitore di tappa | Leader cl. generale |
| ------ | -------- | --------------------------------------- | ---- | ------------------ | ------------------- |
| 1ª     | 27 marzo | Valréas > Apt                           | 183  | Pascal Richard     | Pascal Richard      |
| 2ª     | 28 marzo | Carpentras > Sommet de Vidauque         | 95,5 | Tony Rominger      | Tony Rominger       |
| 3ª     | 28 marzo | Avignone > Avignone (cron. individuale) | 12,5 | Erik Breukink      | Erik Breukink       |
| Totale | Totale   | Totale                                  | 291  |                    |                     |

## Dettagli delle tappe

### 1ª tappa
- 27 marzo: Valréas > Apt – 183 km

| Pos. | Corridore       | Squadra  | Tempo    |
| ---- | --------------- | -------- | -------- |
| 1    | Pascal Richard  | Ariostea | 4h21'10" |
| 2    | Marco Saligari  | Ariostea | a 1"     |
| 3    | Davide Rebellin | MG Boys  | s.t.     |

| Pos. | Corridore      | Squadra  | Tempo    |
| ---- | -------------- | -------- | -------- |
| 1    | Pascal Richard | Ariostea | 4h21'10" |

### 2ª tappa
- 28 marzo: Carpentras > Sommet de Vidauque – 95,5 km

| Pos. | Corridore     | Squadra       | Tempo    |
| ---- | ------------- | ------------- | -------- |
| 1    | Tony Rominger | Clas-Cajastur | 2h36'15" |
| 2    | Erik Breukink | ONCE          | a 9"     |
| 3    | Alex Zülle    | ONCE          | a 14"    |

| Pos. | Corridore     | Squadra       | Tempo |
| ---- | ------------- | ------------- | ----- |
| 1    | Tony Rominger | Clas-Cajastur |       |

### 3ª tappa
- 28 marzo: Avignone > Avignone (cron. individuale) – 12,5 km

| Pos. | Corridore     | Squadra | Tempo  |
| ---- | ------------- | ------- | ------ |
| 1    | Erik Breukink | ONCE    | 14'51" |
| 2    | Alex Zülle    | ONCE    | a 10"  |
| 3    | Eddy Seigneur | Gan     | a 16"  |

| Pos. | Corridore     | Squadra       | Tempo    |
| ---- | ------------- | ------------- | -------- |
| 1    | Erik Breukink | ONCE          | 7h12'41" |
| 2    | Tony Rominger | Clas-Cajastur | a 13"    |
| 3    | Alex Zülle    | ONCE          | a 15"    |

## Classifiche finali

### Classifica generale
| Pos. | Corridore              | Squadra       | Tempo    |
| ---- | ---------------------- | ------------- | -------- |
| 1    | Erik Breukink          | ONCE          | 7h12'41" |
| 2    | Tony Rominger          | Clas-Cajastur | a 13"    |
| 3    | Alex Zülle             | ONCE          | a 15"    |
| 4    | Fabian Jeker           | Castorama     | a 48"    |
| 5    | Pascal Richard         | Ariostea      | a 50"    |
| 6    | Pascal Lance           | Gan           | a 1'10"  |
| 7    | Gianni Bugno           | Gatorade      | a 1'13"  |
| 8    | Didier Rous            | Gan           | a 1'18"  |
| 9    | Fernando Escartín Coti | Clas-Cajastur | a 1'25"  |
| 10   | Eddy Seigneur          | Gan           | a 1'33"  |